# Castore (nome)
Castore  è un nome proprio di persona italiano maschile.

## Varianti
- Alterati: Castorino
- Femminili: Castorina

### Varianti in altre lingue
- Greco antico: Κάστωρ (Kástor)[1]
- Latino: Castor[1]
- Polacco: Kastor
- Ungherese: Kasztor

## Origine e diffusione

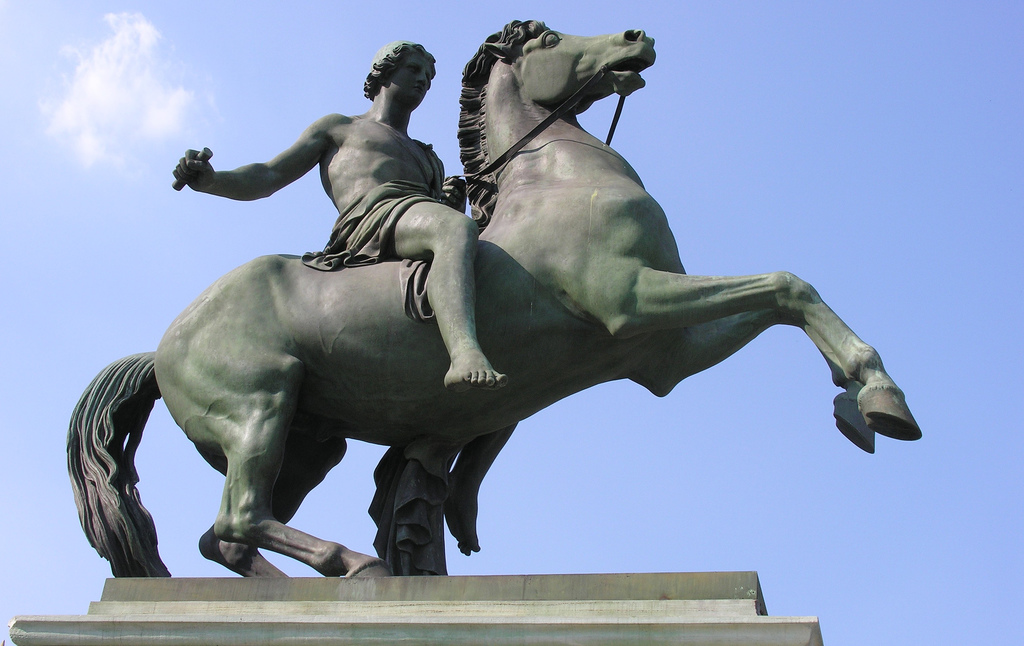
Statua di Castore di Abbondio Sangiorgio davanti al Palazzo Reale di Torino

Deriva dal latino Castor, a sua volta dal greco Κάστωρ (Kástor): potrebbe essere correlato a κεκασμαι (kekasmai), "brillare", "eccellere", col significato quindi "colui che eccelle", oppure a καθαρός (katharós), "puro".
Nome di tradizione classica, era portato nella mitologia greca da Castore il quale formava, assieme al gemello Polluce, i Dioscuri; dalla sua figura prendono il nome il Castore, un monte delle Alpi Pennine, e Castore, un sistema stellare nella costellazione dei Gemelli. Poiché Castore era venerato come guaritore e protettore dalle malattie, il suo nome venne dato a certe secrezioni animali usate anticamente in medicina, e passò poi ad indicare il castoro.

## Onomastico
L'onomastico viene solitamente festeggiato il 28 marzo (e il 27 aprile) in memoria di san Castore, martire a Tarso. Con questo nome si ricordano anche san Castore di Aquitania, sacerdote ed eremita, il 13 febbraio, e san Castore di Apt, vescovo e martire ad Apt nell'anno 426, il 21 settembre.

## Persone
- Castore di Apt, vescovo e santo romano
- Castore Durante, medico, botanico e poeta italiano

### Varianti
- Castor Cantero, calciatore paraguaiano
- Kastor Notter, ciclista su strada e ciclocrossista svizzero

## Il nome nelle arti
- Castor Oyl è un personaggio del fumetto e della serie animata Braccio di Ferro.